# オースティン・シティ・リミッツ・ミュージック・フェスティバル
オースティン・シティ・リミッツ・ミュージック・フェスティバル（Austin City Limits Music Festival、略称ACL Festival、以下ACLフェスと略す）は、毎年10月の6日間、アメリカ合衆国テキサス州オースティンのジルカー・パークで開催されるロックフェス。運営はC3プレゼンツ。

## 概要
ACLフェスはPBSの番組『オースティン・シティ・リミッツ』の特別イベントとして2002年に初めて開催。当初は2日間の開催だったが、翌03年には3日間の開催に拡大、さらに2013年以降は10月第1週と第2週の週末分割6日間開催に変更となり、期間中45万人が来場されている。

## ギャラリー

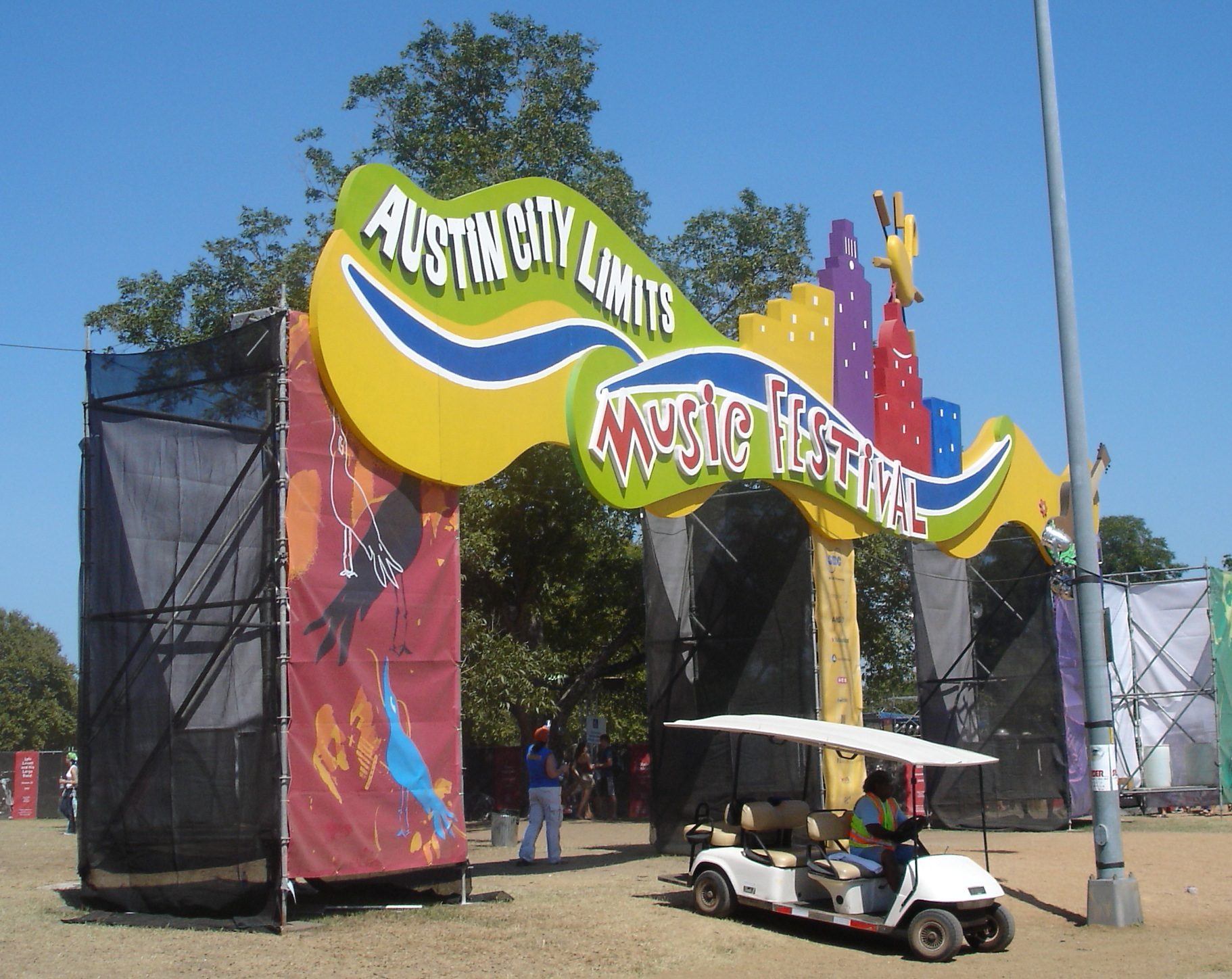
2005
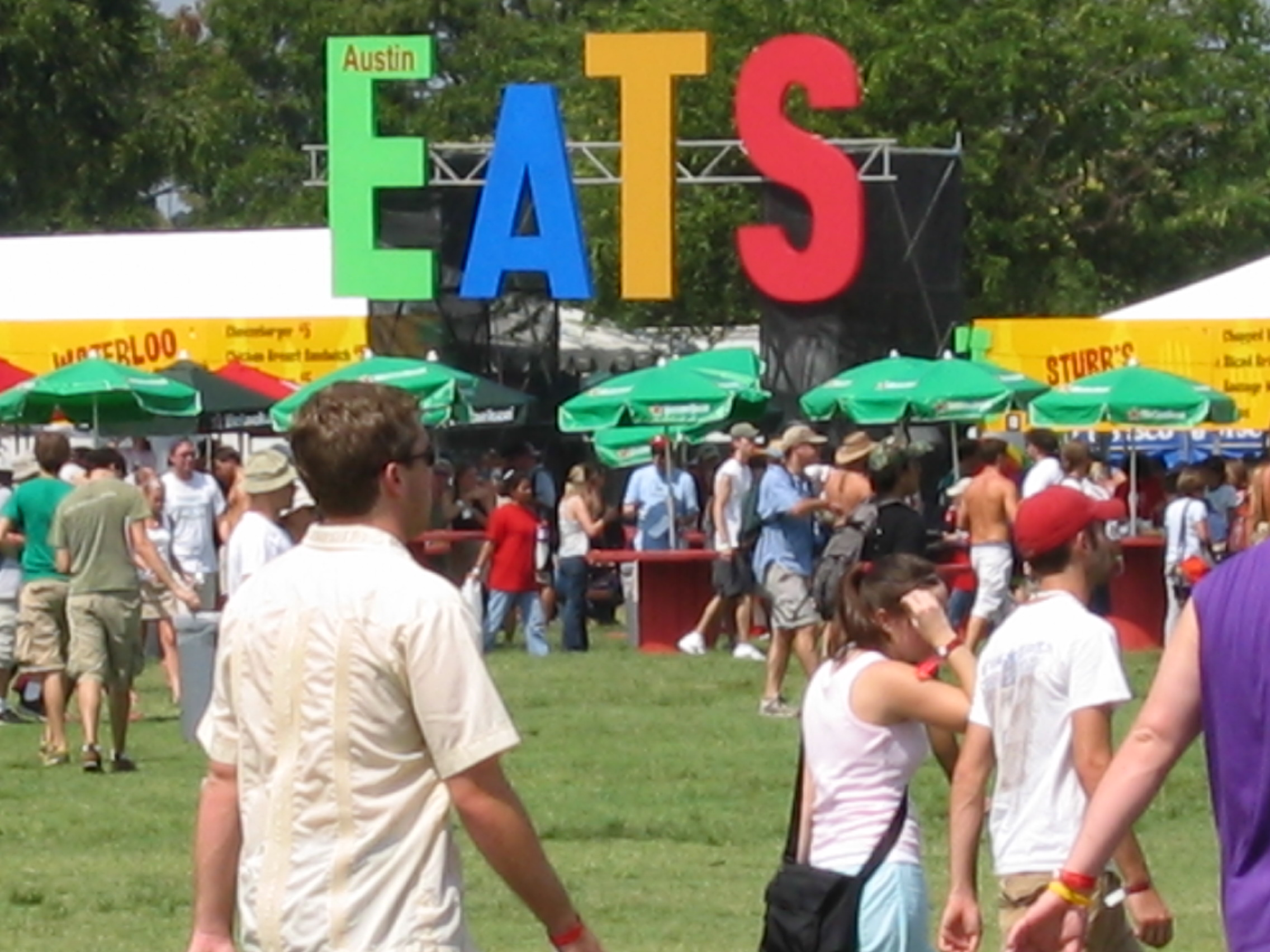
2004
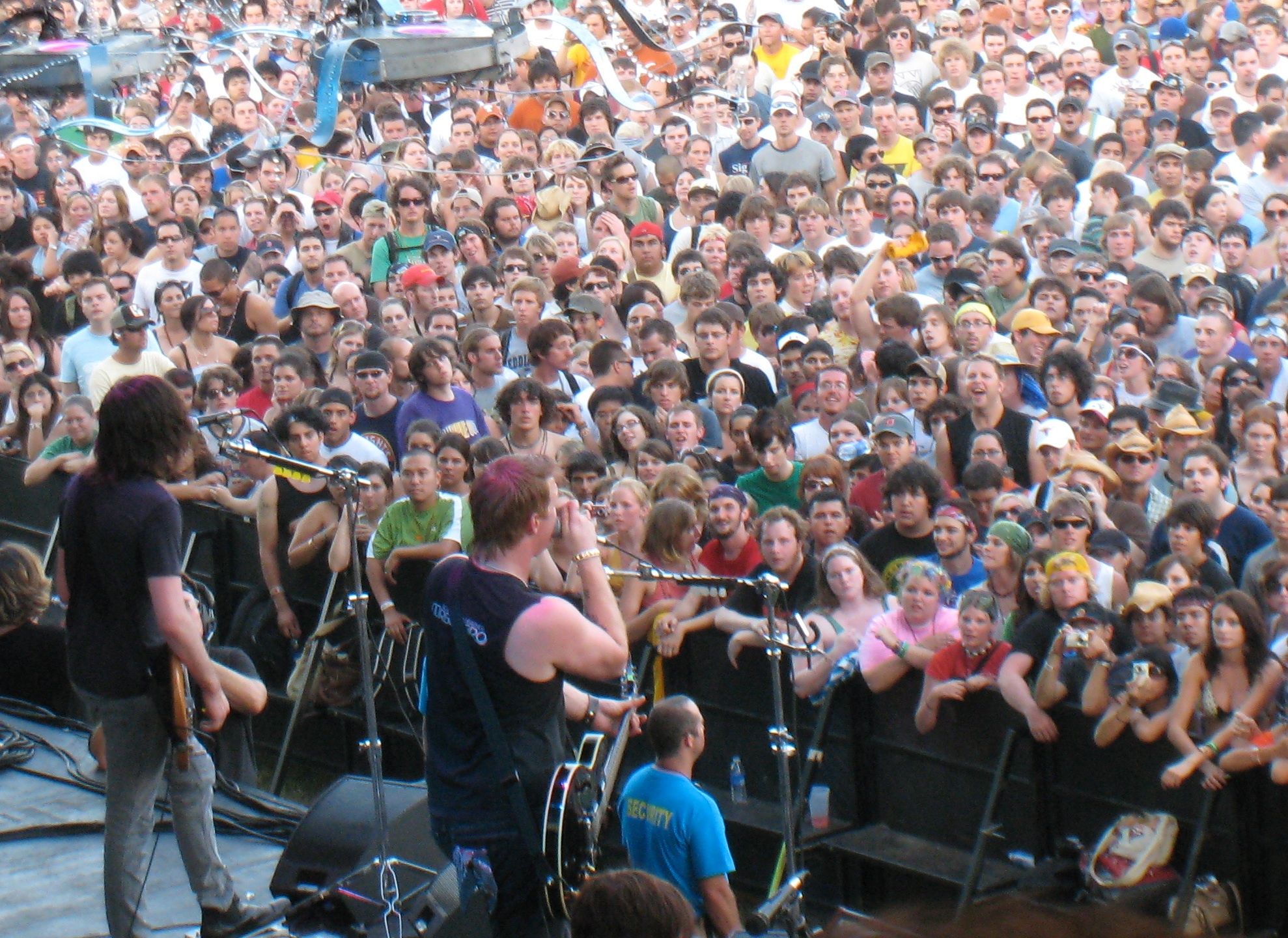
2007
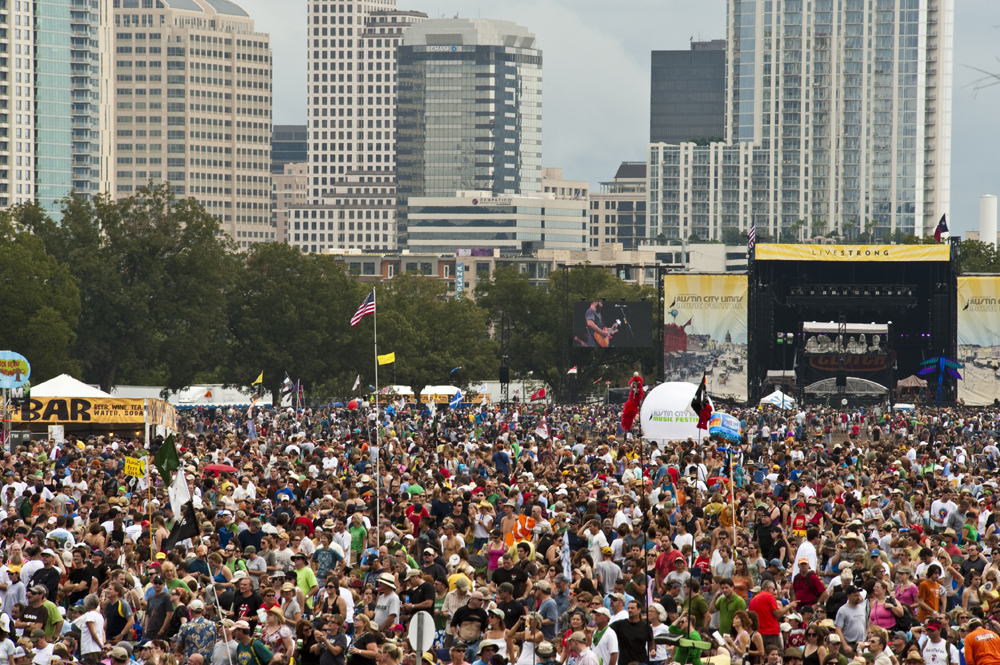
2009
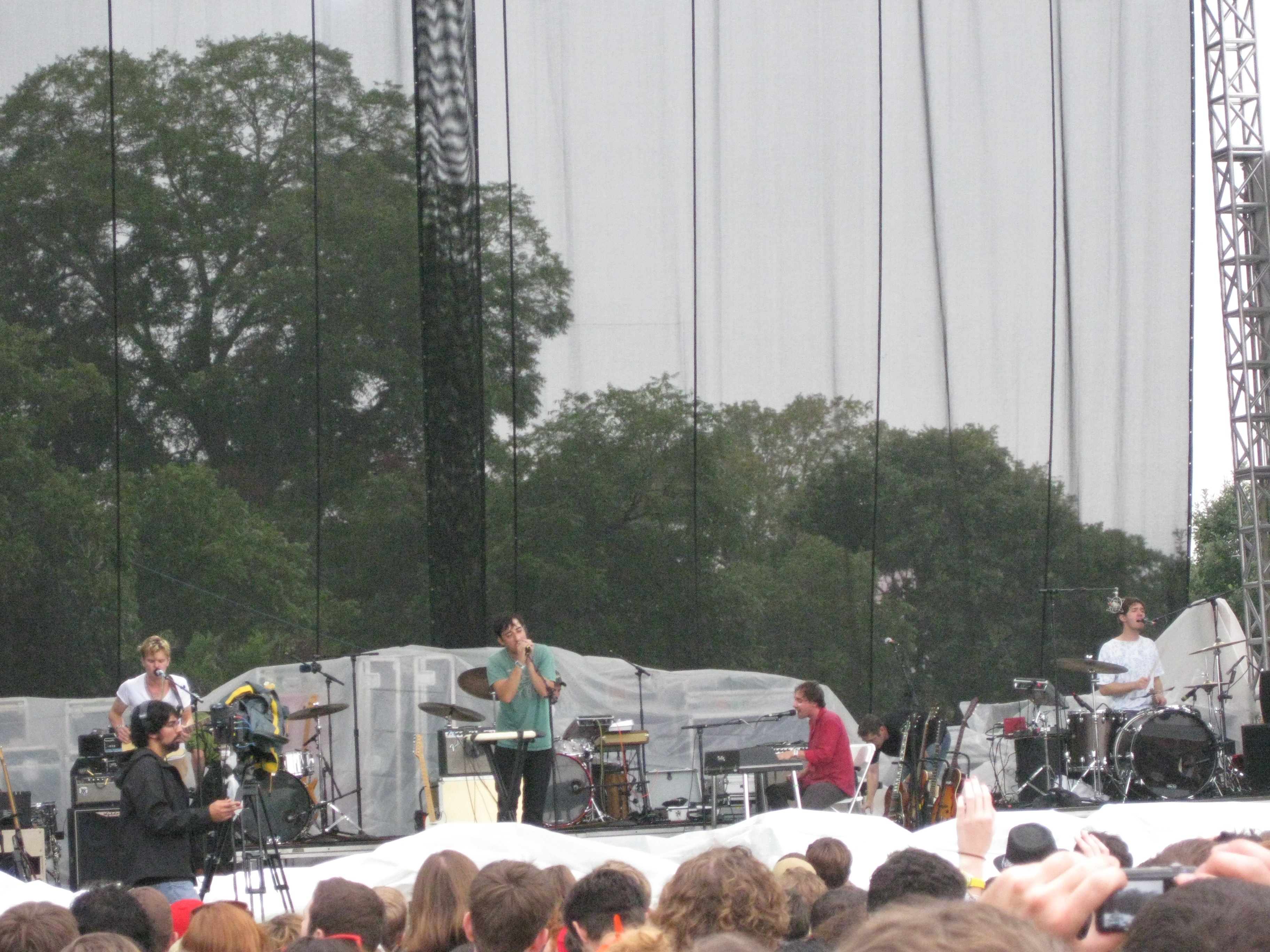
2009
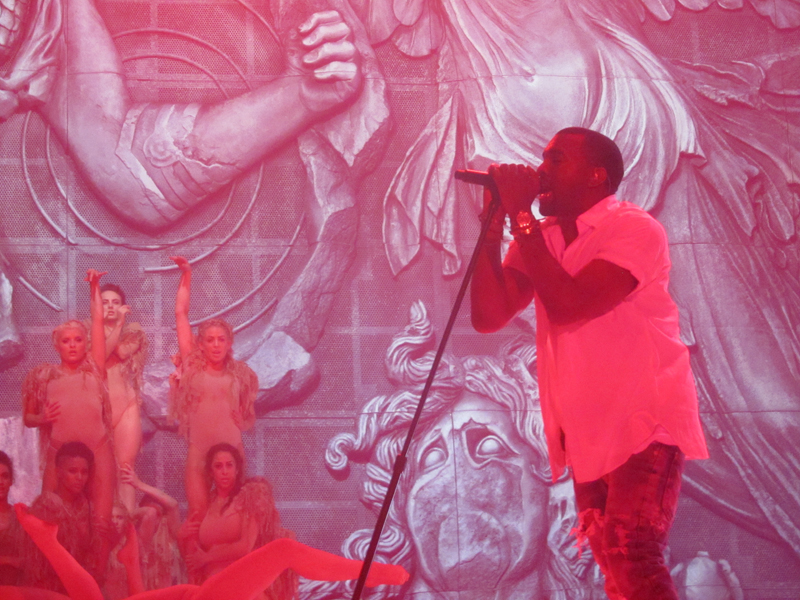
2011
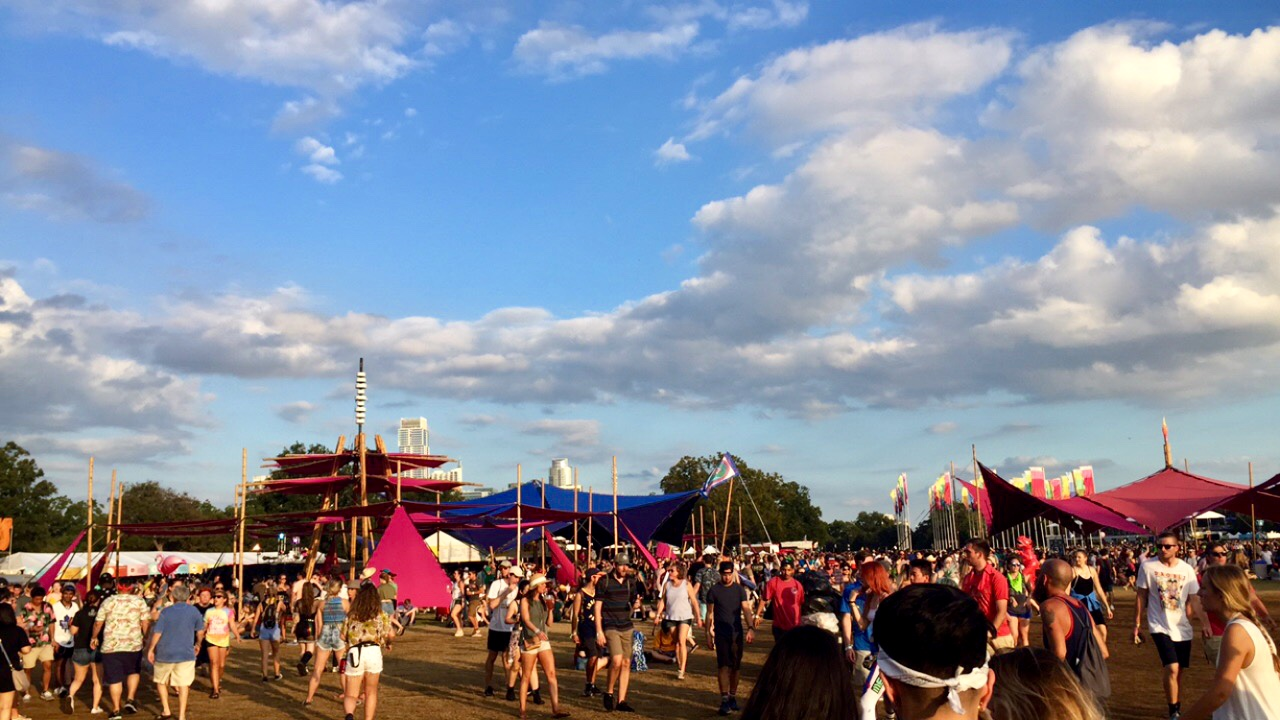
2018
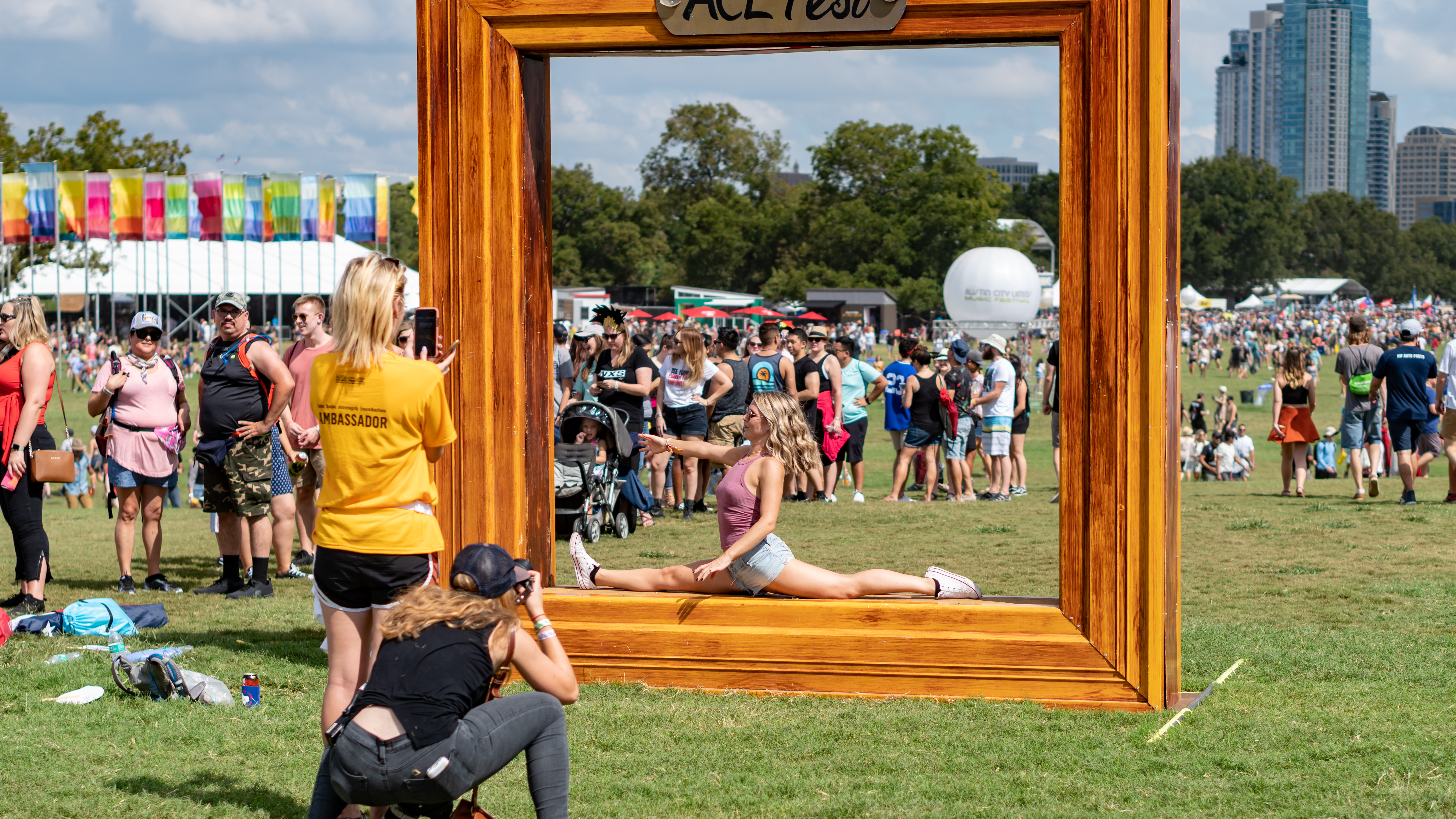
2018